# Прапор Нігерії
Прапор Нігерії — один з офіційних символів держави Нігерія. Прийнятий 1 жовтня 1960.

## Опис
Прямокутне полотнище зі співвідношенням ширини до довжини 1:2, яке складається з трьох рівношироких вертикальних смуг — зеленої, білої та зеленої.

## Конструкція прапора
|                     |
| Конструкція прапора |

## Історія
Прапор Нігерії створено на основі проєкту, який переміг у конкурсі, проведеному 1959 року. Оригінальний варіант містив також зображення червоного променистого сонця, розташованого на верхній частині білої смуги. Однак за рішенням журі його було вилучено з остаточного проєкту. Розробив прапор студент Майкл Тайво Акінкунмі.
Нігерія також має спеціальні прапори для суден торговельного і військово-морського флотів.

Прапор торговельного флоту
Військово-морський прапор